# Evani Soares da Silva
Evani Soares da Silva Calado (Garanhuns, 29 de novembro de 1989) é uma jogadora de bocha paralímpica brasileira.
Evani participa do clube Associação Paradesportiva Todos (APTS, de São Paulo).

## Biografia
Evani tem paralisia cerebral, devido a falta de oxigênio na hora do parto e deslocamento de quadris. Passou parte de sua infância em Garanhuns, Pernambuco, onde nasceu, e parte em São Paulo. Conheceu o esporte de bocha no ensino médio, através de seu professor de educação física, em 2007, e praticou durante as aulas de educação física, mas sem muito interesse.
Evani entrou na faculdade de Publicidade e Propaganda, e em 2010 recebeu um convite para participar de um projeto de inclusão associado a um clube. Assim, se aprofundou no esporte. Participou da competição Troféu Sérgio Del Grande, em que venceu um jogo por 17 x 0, decidindo seguir a carreira de atleta profissional, inspirada pelo colega Antônio Leme. No começo de sua trajetória, teve apoio também de Dirceu Pinto, que a ajudou a ter seu primeiro kit de bolas de bocha.
Em 2015, participou do Campeonato Brasileiro, obtendo o ouro nas modalidades de pares e de equipes.

### Atleta paralímpica
Evani entrou na equipe brasileira rumo aos Jogos Paralímpicos. Participou de maneira decisiva na fase classificatória, representando seu país na categoria duplas mistas BC3, como reserva de Antônio Leme e Evelyn de Oliveira. A equipe brasileira derrotou a Coréia do Sul, vencendo por 5 a 2, e conquistou a medalha de ouro nos Jogos Paralímpicos de Verão de 2016 no Rio de Janeiro. Graças a essa participação, Evani foi eleita a melhor atleta da modalidade no ano. Em 2016, também participou do campeonato Troféu Sérgio Del Grande.
Em 2017, disputou a copa América, e obteve a medalha de ouro na modalidade de Pares. Na modalidade individual, recebeu medalha de prata. Em junho de 2017, participou do XIII Troféu Sergio Del Grande, e se tornou bicampeã.
Em 2018, disputou o Open Mundial, e recebeu medalha de ouro na modalidade de pares.
Em 2019, voltou à copa América, repetindo bons resultados, com medalha de ouro por pares, e prata na individual. No mesmo ano, foi campeã brasileira na modalidade individual.
Evani participou dos Jogos Paralímpicos de Verão de Tóquio, ocorridos em 2021. Disputou as modalidades BC3 individual e BC3 pares. Na modalidade individual, foi eliminada na fase de grupos, após três derrotas em três jogos. Na modalidade pares, a equipe formada por Evani, Evelyn de Oliveira e Mateus Carvalho ficou no grupo B, e foi eliminado na fase de grupos.

## Vida pessoal
Evani é formada em Publicidade e Propaganda.